# La Leche Liga
La Leche Liga (abgekürzt LLL, englisch La Leche League; la leche ist spanisch für ‚die Milch‘) ist eine Non-Profit-Organisation, die das Stillen unterstützt. Sie berät Schwangere, stillende Mütter und deren Familien in Fragen zum Stillen und Muttersein. La Leche Liga wurde 1956 in den USA als La Leche League gegründet und ist in 78 Ländern vertreten. Die Organisation ist international als gemeinnützige Fachorganisation anerkannt und steht in offizieller Beziehung zur Weltgesundheitsorganisation (WHO). Sie ist eine überkonfessionelle und politisch neutrale Institution und stellt ihre Erfahrungen und Publikationen in rund 30 Sprachen zur Verfügung.
LLL-Beraterinnen sind Mütter mit Stillerfahrung, die eine Ausbildung zur LLL-Stillberaterin absolviert haben. Fragen können per Telefon, E-Mail sowie im persönlichen Austausch in (Online-)Stillgruppen besprochen werden. Die Beratung wird ausschließlich ehrenamtlich geleistet. Finanziert wird die Arbeit von La Leche Liga über Spenden und Mitgliedschaften.
Der Professional Advisory Board von La Leche League International, dem Fachpersonen und Wissenschaftler angehören, informiert über aktuelle Forschung und prüft das Fachwissen in den LLL-Publikationen.
La Leche Liga steht dem von William Sears entwickelten Attachment Parenting („bindungsorientierte Erziehung“) nahe und trägt zur Verbreitung dieser Erziehungslehre bei.

## Geschichte
La Leche Liga wurde 1956 in den USA von Mary Ann Cahill, Edwina Froehlich, Mary Ann Kerwin, Viola Lennon, Marian Tompson, Betty Wagner und Mary White gegründet. Zwei von ihnen, Mary White and Marian Tompson – beide stillende Frauen – hatten sich Gedanken darüber gemacht, dass viele Mütter in ihrem Bekanntenkreis aufgrund mangelnder Unterstützung ungewollt abstillen mussten. Gemeinsam mit fünf weiteren Freundinnen und mit fachlicher Unterstützung zweier Ärzte gründeten sie daraufhin die La Leche League.

## Philosophie
Die Stillberatung von La Leche Liga beruht auf der Philosophie der Gründerinnen:
- Mütterliche Zuwendung durch Stillen ist die natürlichste und wirkungsvollste Art, die Bedürfnisse eines Säuglings zu verstehen und zu befriedigen.
- Mutter und Kind sollen frühzeitig und oft zusammen sein, so entsteht eine befriedigende Beziehung und ein ausreichendes Milchangebot ist gewährleistet.
- In der frühen Kindheit hat das Kind ein intensives Bedürfnis, mit seiner Mutter zusammen zu sein; dieses ist ebenso grundlegend wie sein Bedürfnis nach Nahrung.
- Muttermilch ist die natürliche Nahrung für Babys. Sie passt sich auf einzigartige Weise dem sich verändernden kindlichen Bedarf an.
- Für das gesunde, voll ausgetragene Kind ist Muttermilch die einzig erforderliche Nahrung, bis das Kind Anzeichen gibt, dass es festere Nahrung braucht, etwa in der Mitte des ersten Lebensjahres.
- Im Idealfall wird die Stillbeziehung fortgesetzt, bis das Kind ihr entwachsen ist.
- Eine bewusste und aktive Geburt fördert einen guten Stillbeginn.
- Die liebevolle Unterstützung, die Hilfe und partnerschaftliche Anteilnahme des Vaters fördert das Stillen und die Mutter-Kind-Bindung. Die durch nichts zu ersetzende Vater-Kind-Beziehung ist ein wichtiges Element in der ganzen frühkindlichen Entwicklung.
- Gute Ernährung bedeutet, ausgewogene, verschiedene Arten von Nahrungsmitteln in möglichst natürlichem Zustand zu essen.
- Von früher Kindheit an brauchen Kinder liebevolle Anleitung, welche das Verständnis für ihre Fähigkeiten und das Eingehen auf ihre Gefühle einschließt.

## Österreich
La Leche Liga Österreich wurde 1979 als Verein gegründet. Derzeit (Stand 2007) sind rund 70 Stillberaterinnen ehrenamtlich in Telefonberatungen und meist monatlich stattfindende Stillgruppen tätig.

## Deutschland

### Finanzierung
La Leche Liga Deutschland e. V. ist ein eingetragener, gemeinnütziger Verein der sich über Spenden und Mitgliedschaften finanziert.
Die LLL-Stillberaterinnen arbeiten ehrenamtlich und von zu Hause aus. Alle Beratungen von La Leche Liga sind daher für alle ratsuchenden Mütter kostenlos. Mitgliedsbeiträge werden verwendet zur Aus- und Weiterbildung, für Fachliteratur, zur Erstellung neuer Publikationen und für Öffentlichkeitsarbeit.

### Geschichte
In den siebziger Jahren brachten amerikanische Mütter La Leche Liga nach Deutschland. Die ersten englischsprachigen Stillgruppen fanden auf Militärbasen statt, geleitet von amerikanischen Beraterinnen. Bald besuchten auch deutsche Frauen die Stillgruppen. Edda Langmann und Hannah Lothrop ließen sich über die USA ausbilden und wurden zu den ersten beiden deutschen LLL-Beraterinnen.
Seit 1977 ist La Leche Liga als eingetragener Verein in Deutschland mit regionalen Stillgruppen tätig. Der Vereinssitz befindet sich heute in Mechernich. LLL boomte und verbreitete sich in viele Städte, die Stillgruppen wurden rege besucht, immer mehr Frauen ließen sich zur Stillberaterin ausbilden. 1981 wurde „The Womanly Art of Breastfeeding“ („Handbuch für die stillende Mutter“) ins Deutsche übersetzt.
Nach den ersten Jahren der La Leche Liga in Deutschland kam es Anfang der achtziger Jahre zur Krise. Der Verein verlor seine erste Vorsitzende zusammen mit vielen Beraterinnen und Bewerberinnen. Die ausgeschiedenen Beraterinnen schlossen sich dann zum Teil zur Arbeitsgemeinschaft Freier Stillgruppen zusammen. 1982 wurde Edda Langmann als neue erste Vorsitzende gewählt, die Mitgliederversammlung genehmigte eine neue Satzung, der Vereinssitz wurde von Bonn nach München verlegt.
Es gab im Jahr 2021 rund 180 aktive Beraterinnen in Deutschland. Es werden monatliche Gruppentreffen angeboten um den Austausch zwischen den Müttern zu fördern. Mittlerweile gibt es auch Online-Stillgruppen. Es werden jährlich jeweils circa 6000 Telefon- und E-Mail-Beratungen durchgeführt.
La Leche Liga Deutschland ist in der nationalen Stillkommission vertreten, vernetzt sich mit anderen Stillorganisationen und Hebammen am „Runden Tisch Stillen“ und pflegt Kontakte zu Hebammen und Fachpersonal vor Ort.

### Stilltreffen
LLL-Stilltreffen finden deutschlandweit in monatlichem Abstand statt. Stilltreffen sind geprägt vom Erfahrungsaustausch. Neben einem Schwerpunktthema zum Stillen und Elternsein gibt es Zeit für individuelle Fragen.
LLL-Beraterinnen sind über ihre veröffentlichte Kontaktadresse erreichbar und helfen per Telefon weiter. Hinter dem zentralen E-Mail-Beratungsformular steht ein Pool von Beraterinnen. Da alle Beraterinnen ehrenamtlich und in ihrer Freizeit tätig sind, ist die Beratung gebührenfrei.
Jede LLL-Beraterin absolviert eine Ausbildung sowie weitere Fortbildungen. Eine Kontaktstelle für medizinische Fragen steht in schwierigen Fällen zur Seite.

## Schweiz
Die Stillförderung in der Schweiz begann 1974. 2018 waren 95 Stillberaterinnen für La Leche League Schweiz (LLLCH) ehrenamtlich tätig.